# Ischnocampa rubrosignata
Ischnocampa rubrosignata là một loài bướm đêm thuộc phân họ Arctiinae, họ Erebidae.